# École impériale de médecine (Empire Ottoman)
L'École impériale militaire de médecine ou École impériale de médecine (Mekteb-i tıbiyye), était une école de médecine de Constantinople (Istanbul), Empire ottoman. Gérée par l'armée, c'est la première école de médecine de l'Empire ottoman, calquée sur celles de l'Occident.

## Histoire
Le sultan Mahmud II crée l'école le 14 mars 1827. II annonce que l'école commencera son enseignement en français. À cette époque, la plupart des instructeurs et des étudiants de l'école de médecine militaire n'étaient pas musulmans et étaient Arméniens, Chrétiens arabes, Bulgares ou Grecs. Le campus se situait dans une ancienne école de pages impériaux, à Galatasaray, à Péra (aujourd'hui Beyoğlu). Les étudiants ont donc été connus comme les « étudiants de Galatasaray ».
Constantinos Trompoukis et John Lascaratos ont écrit dans « Les professeurs grecs de la faculté de médecine de Constantinople pendant la période de réforme (1839-1876) », que les Grecs étaient fort représentés parmi le personnel fondateur en raison de leurs compétences en langues étrangères et de leurs études en Europe ; ils ont assumé ces rôles car de nombreux musulmans ottomans ne s'intéressaient pas alors aux langues étrangères. Johann Strauss, auteur de « Vingt ans dans la capitale ottomane : les mémoires du Dr Hristo Tanev Stambolski de Kazanlik (1843-1932), d'un point de vue ottoman », écrit que dans le corps enseignant « les Grecs étaient particulièrement nombreux ». En outre, des professeurs allemands ont joint la faculté et non-ottomans et non-musulmans y constituent une partie importante du personnel enseignant.
Le bâtiment subit un incendie en 1848, détruisant des documents officiels. L'école déménage alors dans la Corne d'Or. En 1850, l'école compte onze professeurs réguliers; quatre d'entre eux étant Grecs de souche.
En 1861, le Conseil des affaires médicales civiles demande que le collège médical délivre des licences aux pharmaciens après que des pharmaciens non licenciés aient été responsables de dommages et de décès. Par la suite, les pharmaciens ont du posséder un master en pharmacie de l’École impériale de médecine, ou l'équivalent d'une université européenne.
En 1866, l'établissement déménage dans les jardins du palais de Topkapı à Sarayburnu, et c'est un ancien élève, Salih Effendi, qui devient directeur de l'école.
Dans les années 1860, les partisans de l'enseignement secondaire français et de l'enseignement secondaire turc ottoman sont en conflit; les Turcs sont partisan du turc tandis que les groupes minoritaires et les étrangers le sont du français. Spiridon Mavroyéni (en), employé à l'école de médecine impériale en tant que professeur, plaide pour l'utilisation du français. La direction, le Dari-Choura, adopte la proposition d'Ahmet Bey de faire du turc ottoman la langue d'enseignement arguant du fait que les étudiants musulmans étaient désavantagés par rapport au français ; à l'époque, les musulmans représentaient environ 66% des étudiants.
En 1871, après que le mouvement Tanzimat accorde des droits supplémentaires aux minorités chrétiennes, l'école a un directeur grec. Sur les 18 autres professeurs, neuf sont Grecs.
L'école fusionne avec la faculté de médecine civile en 1909 pour former ce que l'on a appelé la Faculté de médecine.

## Gouvernance
Vers 1871, les Dari-Choura constituent l'organe directeur de l'école. Selon le Dr R. Sarell, qui médecin employé à l'Hôpital impérial de maternité de la ville, de nombreux membres avaient une formation militaire ou n'avaient aucune éducation, ce qui était critiqué.

## Médecins notables

### Professeurs
- Constantin Carathéodory (en) (1802-1879) [1]
- Spiridon Mavroyéni (en) [9]

Sarandes Archigenes (1809-1874) aka Sarandi Bey ; Stephan Carathéodory alias İstefanaki Effendi; et Constantine Carathéodory (1802-1879), un neveu de Stephan étaient les professeurs grecs les plus notables, selon Strauss.

## Voir également
- Éducation dans l'Empire ottoman (en)